# François-Joseph Westermann
François-Joseph Westermann (Molsheim, 5 de septiembre de 1751-París, 5 de abril de 1794) fue un general de brigada de la Revolución francesa, famoso por sus atrocidades en la Guerra de la Vendée. Fue llamado le boucher de la Vendée, «el carnicero de la Vendée».

## Orígenes
De incierto origen, su fecha de nacimiento se especula, según la fuente, entre 1751 y 1765. Su padre era un fiscal y su abuelo fue Jacobée Westermann, proveedor de caballos del ejército francés.
Inicialmente se enlistó en un regimiento de caballería, supuestamente hacia  1766, aunque en 1773 pasó a la gendarmería. Estando en paro al estallar la revolución en 1789 se unió a los revolucionarios, asistiendo a los jacobinos en Alsacia y un año después era secretario del municipio de Haguenau. 
De vuelta en París, participaría como jefe de la Guardia Nacional de Faubourg-Saint-Antoine en la toma de las Tullerías y fue el primero en entrar en dicho palacio, colocando cañones en cada entrada tras masacrar a los guardias suizos. Fue nombrado ayudante general de la Junta Ejecutiva encabezada por Georges-Jacques Danton (1759-1794) tras las masacres de septiembre. Servirá después en el Ejército del Norte bajo las órdenes de Charles François Dumouriez (1739-1823). Detenido por traición, tras algunas protestas fue absuelto el 4 de mayo de 1793.
Nombrado brigadier el 15 de mayo, quedó al mando del Ejército de la costa de La Rochelle. Sin embargo, el 18 de junio Jean-Paul Marat (1743-1793) lo denunció como un agente de Dumouriez a la Convención Nacional y por sus abusos contra los belgas, poniéndolos en contra de los revolucionarios.

## Guerra de la Vendée
De igual manera es enviado a la Vandea, donde se le permite ejercer un terror indiscriminado e implacable contra la población civil. El 20 de junio, con cuatro mil hombres, irrumpió en Parthenay, defendida por cinco mil vandeanos de Louis-Marie de Lescure (1766-1793). Su victoria le permitiría cosechar otro éxito en Châtillon el 3 de julio, tras una nueva victoria en Moulin-aux-Chèvres. Combatiría después en Châtillon el 8 de octubre (derrota), Entrammes el 26 de octubre (derrota), Antrain el 18 de noviembre (victoria), La Flèche el 8 de diciembre (victoria) y Le Mans el 12 de diciembre (victoria).
Después de la batalla de Savenay, el 23 de diciembre, escribió su famosa carta al Comité de Salud Pública:

La Vendée ya no existe, ciudadanos republicanos, ha muerto bajo nuestra espada libre, con sus mujeres y niños. Acabo de enterrarla en las ciénagas y bosques de Savenay. Ejecutando las órdenes que me habéis dado, he aplastado a los niños bajo los cascos de los caballos, masacrado a las mujeres que así no parirán más bandoleros. No tengo que lamentar un sólo prisionero. Los he exterminado a todos. […] Las carreteras están sembradas de cadáveres. Hay tantos que en varios puntos levantan pirámides.

Tras su retorno a París, fue llevado ante un tribunal revolucionario, condenado a muerte y guillotinado el mismo día que Danton. Durante su juicio, Danton negó cualquier relación con Westermann, acusándolo de sanguinario en el asalto de las Tullerías.